# Hibernacija
Hibernacija ili zimski san je stanje veoma usporenog metabolizma i niske telesne temperature pojedinih životinja tokom zime. U hibernatore spada većina ektotermnih životinja i mali broj sisara. Sisari, poput medveda, koji hiberniraju u jazbinama sa tek malo sniženom telesnom temperaturom bude se lako i ne smatraju se pravim hibernatorima.
Većina hibernatora tokom perioda aktivnosti, pre zime, skladišti hranu u skrovištu (npr. veverice) ili rezervne masti u telu (u mrkom masnom tkivu). Mogu da se probude više puta tokom zime. Hladnokrvne životinje moraju da hiberniraju tamo gde se spoljašnja temperatura spusti ispod tačke smrzavanja.
Ekvivalent hibernacije tokom leta zove se estivacija.

## Spoljašnje veze
- Do Black Bears Hibernate?